# (36486) 2000 QW40
2000 QW40 (asteroide 36486) é um asteroide da cintura principal. Possui uma excentricidade de 0.12401830 e uma inclinação de 2.95379º.
Este asteroide foi descoberto no dia 24 de agosto de 2000 por LINEAR em Socorro.